# Morti nel 1318
| Questa pagina contiene informazioni ricavate automaticamente dalle voci biografiche con l'ausilio del template Bio e di un bot. L'aggiornamento è periodico e automatico e ricostruisce completamente la pagina. Se manca una persona in questa lista, sei pregato di non aggiungerla, ma accertati piuttosto che la sua voce biografica contenga il template Bio e che i dati anagrafici siano correttamente compilati. Se il template Bio manca, inseriscilo tu stesso o, in alternativa, metti l'avviso {{tmp\|Bio}} che ne segnala la mancanza. Se i dati riportati sono sbagliati, correggi direttamente la voce biografica; le modifiche saranno visibili in questa lista entro pochi giorni. Per chiarimenti vedi il progetto biografie. La lista contiene solo le 31 persone che sono citate nell'enciclopedia e per le quali è stato implementato correttamente il template Bio. Pagina aggiornata al 10 ago 2025. |

- 12 gennaio - Kamāl al-Dīn al-Fārisī, astronomo, fisico e matematico persiano (n. 1265)
- 17 gennaio - Erwin von Steinbach, architetto tedesco (n. 1244)
- 14 febbraio - Margherita di Francia, francese (n. 1279)
- 11 marzo - Margherita d'Inghilterra, principessa inglese (n. 1275)
- 24 giugno - Azzo IX d'Este, nobile italiano
- 24 giugno - Gilles Aycelin I de Montaigut, arcivescovo cattolico francese (n. 1252)
- 22 luglio - Abu Hammu Musa I, sovrano
- 3 agosto - Michel du Bec-Crespin, cardinale francese
- 14 agosto - Giacomo Colonna, cardinale italiano
- 20 agosto - Cassono della Torre, patriarca cattolico italiano
- 24 agosto - Sofia di Landsberg, nobile tedesca
- 22 settembre - Alberto II di Brunswick-Lüneburg, nobile
- 14 ottobre - Edward Bruce, condottiero scozzese
- 22 novembre - Michail Jaroslavič, principe russo (n. 1271)
- 29 novembre - Heinrich von Meißen, poeta tedesco
- Abdisho bar Berika, arcivescovo cristiano orientale e scrittore siro
- Jean IV de Beaumont, militare francese
- Llywelyn Bren, rivoluzionario gallese
- Calandrino, pittore italiano
- Jean de Corbeil, militare francese
- Esen Buka, condottiero mongolo
- Guido Corradi, politico italiano
- Erik Magnusson, duca svedese (n. 1282)
- Valdemaro Magnusson, principe svedese
- Gherardino Malaspina, vescovo cattolico italiano
- Ottone IV di Weimar-Orlamünde, nobile tedesco
- Alberto Scotti, nobile, banchiere e politico italiano (n. 1252)
- Tommaso d'Epiro, sovrano
- Rashid al-Din Hamadani, storico, funzionario e medico persiano (n. 1247)
- Pietro d'Ayerbe, nobile, politico e militare spagnolo (n. 1257)
- Averardo di Averardo de' Medici, politico italiano